# Tour de France 2008/15. Etappe
Die 15. Etappe der Tour de France 2008 am 20. Juli war 183 Kilometer lang und verlief von Embrun nach Prato Nevoso. Es standen zwei Sprintwertungen sowie eine Bergwertung der Hors Catégorie, eine Bergwertung der 3. Kategorie und eine Bergwertung der 1. Kategorie (der Bergankunft) auf dem Programm.
Am Start regnete es. Gleich nach dem Start gab es erste Attacken, die aber allesamt missglückten. Egoi Martínez, José Luis Arrieta und Danny Pate starteten bei Kilometer 12 einen erfolgreichen Fluchtversuch. Martínez gewann die erste Sprintwertung. Danach schloss sich Simon Gerrans den dreien an. Während das Feld ruhig war, bauten die vier Führenden den Vorsprung am Anstieg zum Col Agnel auf zeitweise über 13:45 Minuten aus. Nur kurz zog das Team Lampre-Fondital das Tempo an. Martinez gewann auch diese Bergwertung, die der zweithöchste Punkt dieser Tour war und die Grenze zu Italien bildet. Nun nahm Silence-Lotto die Nachführarbeit im Feld auf und einige Fahrer fielen zurück. Thomas Voeckler griff am Pass an, ließ sich aber wieder zurückfallen, da niemand mitging. Óscar Pereiro kam in der Abfahrt zu Fall und musste das Rennen mit einer Schulterverletzung aufgeben. Dadurch vergrößerte sich der Vorsprung der Führenden wieder auf einen Maximalwert von 17:05 Minuten. Gerrans gewann die zweite Sprintwertung. Unter der Führung von Lampre schmolz der Vorsprung der Ausreißer wieder leicht, später schaltete sich auch das Team CSC-Saxo Bank ein. In einem Kreisverkehr kamen auf dem durch leichten Regen rutschigen Asphalt erneut mehrere Fahrer zu Fall, konnten aber weiterfahren. Durch die dadurch bedingte Temporeduzierung konnte das Spitzenquartett wieder etwas an Zeit gewinnen. Arrieta konnte sich die zweite, kleinere, Bergwertung sichern. Im Feld verschärfte nun CSC das Tempo und der Vorsprung der Spitzengruppe schmolz nun deutlicher. Martínez griff im Anstieg zur Bergankunft die Spitzengruppe an. Pate und Gerrans folgten ihm, Arrieta ließ abreißen. Andy Schleck übernahm nun die Führung im Hauptfeld, das dadurch auseinanderriss. Cadel Evans, Denis Menschow, Carlos Sastre, Fränk Schleck, Bernhard Kohl, Alejandro Valverde, der sich dadurch am Ende wieder unter die Ersten 10 der Gesamtwertung schieben konnte, und Roman Kreuziger konnten Schleck folgen. Menschow griff an, kam aber in einer Kurve auf dem bei leichtem Regen wieder rutschigen Asphalt zu Fall, konnte aber wieder aufschließen. Sastre attackierte nun, Kohl und Menschow konnten folgen. Die anderen konnten sich dicht dahinter halten. Im Spitzentrio griff unterdessen Gerrans an und konnte das Ziel in Prato Nevoso, das auf einer 200 Meter langen und 6,5 Meter breiten Zielgeraden erreicht wurde, als Erster erreichen. Valverde konnte unterdessen zur Gruppe um Sastre aufschließen. Evans konnte das Tempo in der nächsten Verfolgergruppe nicht halten und verlor dadurch sein Gelbes Trikot. Kohl erhöhte nochmals das Tempo und kam nach dem noch vor ihm liegenden Arrieta als Fünfter ins Ziel. Damit baute er seine Führung in der Bergwertung, die er sich schon vorher gesichert hatte, aus. Fränk Schleck, der als Neunter ins Ziel kam, konnte das Gelbe Trikot mit wenigen Sekunden Vorsprung vor Kohl sichern, der in dieser Wertung eine Sekunde vor Evans blieb.

## Aufgaben
- 37 Óscar Pereiro – Sturz
- 43 Mark Cavendish – vor dem Start der Etappe
- 89 Mark Renshaw – während der Etappe
- 91 Stijn Devolder – während der Etappe

## Sprintwertungen
- 1. Zwischensprint in Guillestre (Kilometer 14,5) (962 m ü. NN)

| Erster  | Egoi Martínez     | 6 Pkt. |
| Zweiter | José Luis Arrieta | 4 Pkt. |
| Dritter | Danny Pate        | 2 Pkt. |
- 2. Zwischensprint in Rossana (Kilometer 114,5) (578 m ü. NN)

| Erster  | Simon Gerrans     | 6 Pkt. |
| Zweiter | Danny Pate        | 4 Pkt. |
| Dritter | José Luis Arrieta | 2 Pkt. |
- Zielsprint in Prato Nevoso (Kilometer 183) (1440 m ü. NN)

| Erster      | Simon Gerrans         | 20 Pkt. |
| Zweiter     | Egoi Martínez         | 17 Pkt. |
| Dritter     | Danny Pate            | 15 Pkt. |
| Vierter     | José Luis Arrieta     | 13 Pkt. |
| Fünfter     | Bernhard Kohl         | 12 Pkt. |
| Sechster    | Carlos Sastre         | 10 Pkt. |
| Siebenter   | Alejandro Valverde    | 9 Pkt.  |
| Achter      | Denis Menschow        | 8 Pkt.  |
| Neunter     | Fränk Schleck         | 7 Pkt.  |
| Zehnter     | Christian Vande Velde | 6 Pkt.  |
| Elfter      | Roman Kreuziger       | 5 Pkt.  |
| Zwölfter    | Samuel Sánchez        | 4 Pkt.  |
| Dreizehnter | Cadel Evans           | 3 Pkt.  |
| Vierzehnter | Andy Schleck          | 2 Pkt.  |
| Fünfzehnter | Kim Kirchen           | 1 Pkt.  |

## Bergwertungen
- Col Agnel, HC-Kategorie (Kilometer 58) (2744 m ü. NN; 20,5 km à 6,6 %)

| Erster   | Egoi Martínez       | 20 Pkt. |
| Zweiter  | José Luis Arrieta   | 18 Pkt. |
| Dritter  | Simon Gerrans       | 16 Pkt. |
| Vierter  | Danny Pate          | 14 Pkt. |
| Fünfter  | Thomas Voeckler     | 12 Pkt. |
| Sechster | Bernhard Kohl       | 10 Pkt. |
| Siebter  | Rémy Di Gregorio    | 8 Pkt.  |
| Achter   | Jaroslaw Popowytsch | 7 Pkt.  |
| Neunter  | John-Lee Augustyn   | 6 Pkt.  |
| Zehnter  | Jens Voigt          | 5 Pkt.  |
- Colle del Morte, Kategorie 3 (Kilometer 157) (710 m ü. NN; 1,7 km à 7,2 %)

| Erster  | José Luis Arrieta | 4 Pkt. |
| Zweiter | Egoi Martínez     | 3 Pkt. |
| Dritter | Simon Gerrans     | 2 Pkt. |
| Vierter | Danny Pate        | 1 Pkt. |
- Prato Nevoso, Kategorie 1 (Kilometer 183) (1440 m ü. NN; 11,4 km à 6,9 %)

| Erster   | Simon Gerrans      | 30 Pkt. |
| Zweiter  | Egoi Martínez      | 26 Pkt. |
| Dritter  | Danny Pate         | 22 Pkt. |
| Vierter  | José Luis Arrieta  | 18 Pkt. |
| Fünfter  | Bernhard Kohl      | 16 Pkt. |
| Sechster | Carlos Sastre      | 14 Pkt. |
| Siebter  | Alejandro Valverde | 12 Pkt. |
| Achter   | Denis Menschow     | 10 Pkt. |